# Educació en drets humans
L'educació en drets humans és un procés educatiu en què s'intenta transmetre els valors de la pau, de la tolerància, del respecte als drets humans amb la intenció de construir ciutadans lliures i cívics, coneixedors de quins són els seus drets i respectuosos amb els dels altres. L'educació en drets humans és important en el desenvolupament integral de l'individu, ja que, d'una banda, el fa ser respectuós amb els drets dels altres, i de l'altra, en ser coneixedor de quins són els seus drets exigeix a les autoritats el seu respecte.
Algunes ONG, com Amnistia Internacional i l'Associació d'Educadores en Drets Humans - AHEAD treballen des de fa temps per intentar que l'Educació en Drets Humans sigui un element fonamental del sistema educatiu.
Amnistia Internacional presenta l'educació en drets humans en els següents termes:
"L'educació en drets humans s'ocupa, entre altres coses, d'informar sobre els instruments internacionals de drets humans; el seu objectiu és donar a conèixer a les persones les normes legals que existeixen, el seu contingut i categoria jurídica. Però l'educació en drets humans no es limita a impartir coneixements sobre drets humans. Fonamentalment tracta de canviar actituds i comportaments i desenvolupar en les persones noves actituds que els permetin passar a l'acció."
L'Associació d'Educadores en Drets Humans - AHEAD defineix l'Educació en drets humans (EDH) com "el procés educatiu que té per objectiu establir una cultura dels drets humans, basat en la participació activa a través del qual aprendre sobre els drets humans i els temes relacionats, adquirir les habilitats necessàries per la defensa dels drets humans i desenvolupar actituds de respecte cap a la igualtat i la dignitat"
Les Nacions Unides recomanen que els Estats incloguin l'Educació en drets humans en els seus programes educatius. Ja a l'article 26.2 de la Declaració Universal dels Drets Humans podem llegir: " L'educació ha de tendir al ple desenvolupament de la personalitat humana i a l'enfortiment del respecte als drets humans i a les llibertats fonamentals; ha de promoure la comprensió, la tolerància i l'amistat entre totes les nacions i grups ètnics o religiosos, i ha de fomentar les activitats de les Nacions Unides per al manteniment de la pau."